# Aries (traghetto)
Il Aries era un traghetto di classe MDV 3000 Jupiter, in servizio per Tirrenia di Navigazione. La nave operava prevalentemente sulle rotte da e per la Sardegna. Assieme alle sue navi gemelle (Taurus, Capricorn e Scorpio) è stato il primo traghetto veloce (oltre 40 nodi) monocarena al mondo a superare le 1000 tonnellate di portata lorda.

## Dettagli sulla progettazione
Aries era un monocarena realizzato quasi completamente in lega di alluminio, con le sole parti sottoposte ad elevato stress meccanico realizzate in acciai speciali. Per conferire alla nave grandi capacità di navigabilità il profilo della carena era del tipo a V profonda. Due coppie di pinne stabilizzatrici attive, controllate dal software di bordo, mantenevano sotto controllo il rollio e l'imbardata della nave.
Il traghetto era organizzato su sei ponti. Tre (ponte principale, ponte superiore e ponte belvedere) adibiti al trasporto passeggeri e tre (garage inferiore, garage principale e garage superiore) adibiti al trasporto di veicoli. Il ponte superiore del garage era sollevabile.
1. Il ponte principale ospitava: Reception, Bar e 1208 poltrone seconda classe.
2. Il ponte superiore ospitava: 576 poltrone prima classe
3. Il ponte belvedere ospitava un bar

L'imbarco dei passeggeri veniva effettuato tramite un'apposita rampa a poppa per raggiungere il garage principale. Il garage era poi collegato ai ponti passeggeri da rampe di scale e da due ascensori da 12 persone ciascuno di capacità. Per l'equipaggio erano previsti 34 posti.
La nave era in grado di trasportare 460 autoveicoli. I tre ponti garage venivano caricati simultaneamente. In caso di trasporto autotreni invece la capacità era di 30 camion più 100 automobili (ospitate principalmente nel garage inferiore). Le due rampe di poppa erano progettate per imbarcare e sbarcare autocarri di 45 tonnellate (15 per asse). I sistemi idraulici di sollevamento permettevano un'altezza della paratia superiore del garage di 4,4 metri. Le navi della serie non possiedono portelloni di prora e le operazioni di carico e scarico vengono effettuate tutte tramite i due portelloni di poppa, rendendo necessario effettuare un'inversione di marcia in uscita. Inoltre il traghetto era progettato per essere totalmente evacuato in meno di 15 minuti.

## Dettagli propulsore
Il sistema di propulsione del traghetto era costituito da 2 turbine a gas Ford General Electric / Fiat Avio LM2500 (21000 kW) e 4 motori Diesel MTU 20V1163TB da 73 litri (6500 kW) per un totale complessivo di 67000 kW. Le turbine a gas della serie LM2500 sono un derivato della turbina per aeromobili Ford General Electric CF6-6 e sono spesso utilizzate in navi da guerra, aliscafi, hovercraft oltre che in questa classe di trasporti marittimi. Le turbine a gas LM2500 pilotano i booster idrogetto centrali, due KaMeWa 180 SII, mentre i motori Diesel a coppie pilotano gli idrogetti di sinistra e di destra, due KaMeWa 140 SII. Le coppie di booster sono fisse mentre gli idrogetti laterali hanno possibilità di rotazione, per fungere da timone. Le coppie di idrogetti con possibilità direzionale erano, al momento della costruzione, le più grandi mai costruite al mondo. La configurazione flessibile del sistema di propulsione consente alla nave tre velocità operative. Il sistema è in grado di spingere la nave ad oltre 40 nodi, sebbene venga solitamente utilizzato per fornire il 90% della potenza totale.

## Servizio
Varato nel gennaio 1998 dalla Fincantieri di Riva Trigoso e inserito nell'estate dello stesso anno sulla rotta Civitavecchia-Olbia (assieme al gemello Taurus), la velocità massima di 42 nodi permetteva di coprire la tratta in poco più di tre ore. Nel 2003 la nave venne posta in disarmo dopo soli cinque anni di vita, perché questo tipo di traghetto non si dimostrò economicamente sostenibile a causa degli altissimi consumi di carburante (circa 290 kg gasolio al minuto), della poca versatilità e, soprattutto, della crescente concorrenza nel settore marittimo.
Difficile risultò essere anche la vendita. A questo tipo di traghetto furono infatti preferiti i catamarani, più stabili e con costi gestionali minori.
Un acquirente interessato fu la Marina statunitense, ma le parti non si accordarono sul prezzo.
La nave venne infine venduta per la demolizione in Turchia, giungendo ad Aliağa nell'agosto 2011.

## Navi gemelle
- Taurus
- Scorpio
- Capricorn